# Malé Trojměstí
Malé Trojměstí nebo Malé trojměstí Kašubské, polsky Małe Trójmiasto Kaszubskie a kašubsky Môłi Kaszëbsczi Trójgard, se nachází v Pomořském vojvodství v severním Polsku. Je to společný název pro města Wejherowo, Reda a Rumia, který vznikl dohodou mezi těmito městy v roce 2001. Do určité míry je analogií sousedního většího Trojměstí. Nachází se zde také okrajové části Trojměstského krajinného parku (Trójmiejski Park Krajobrazowy). Etnicky zde mají významný podíl Kašubové. Malým Trojměstím protéká řeka Reda.

## Galerie

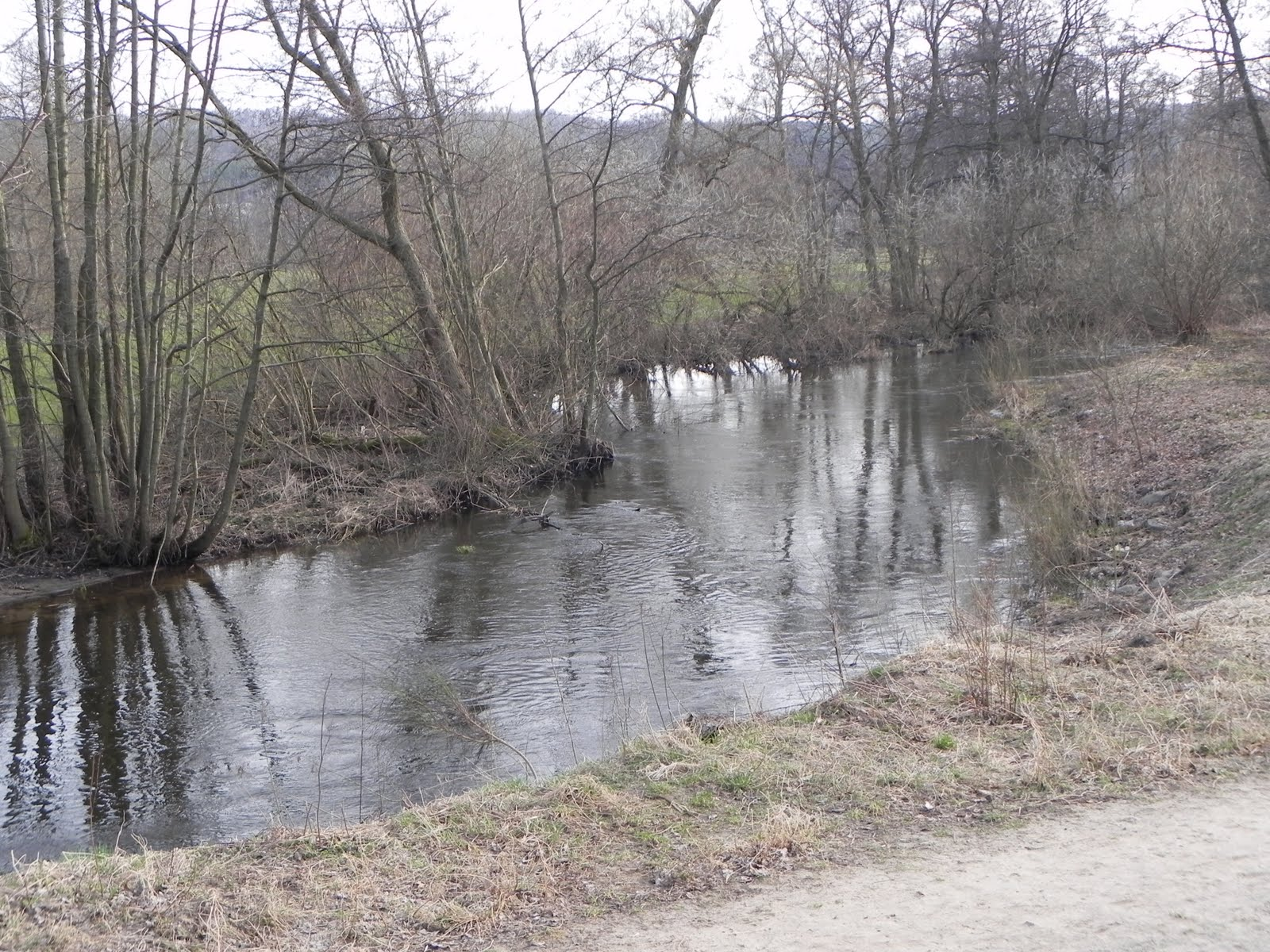
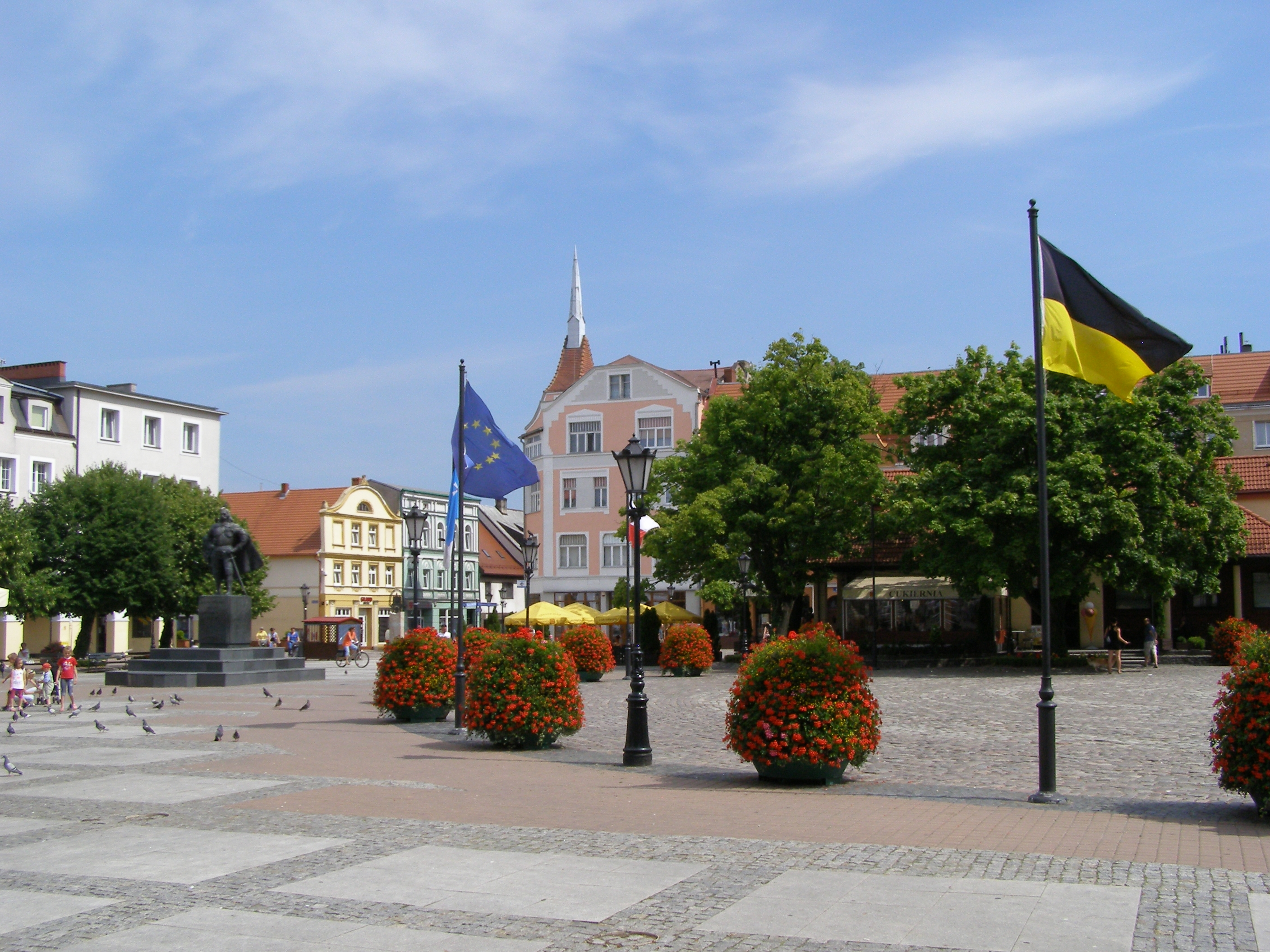
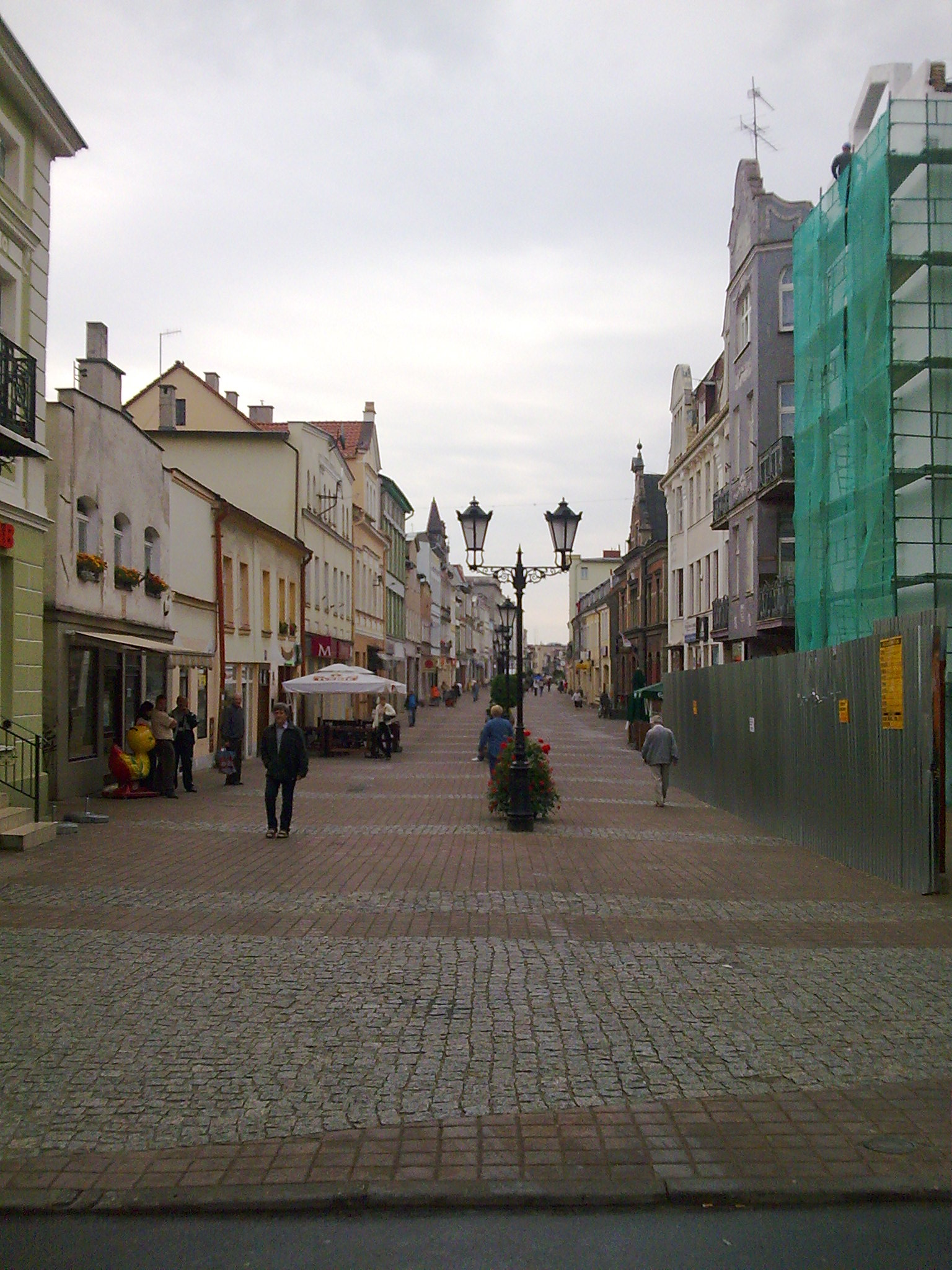
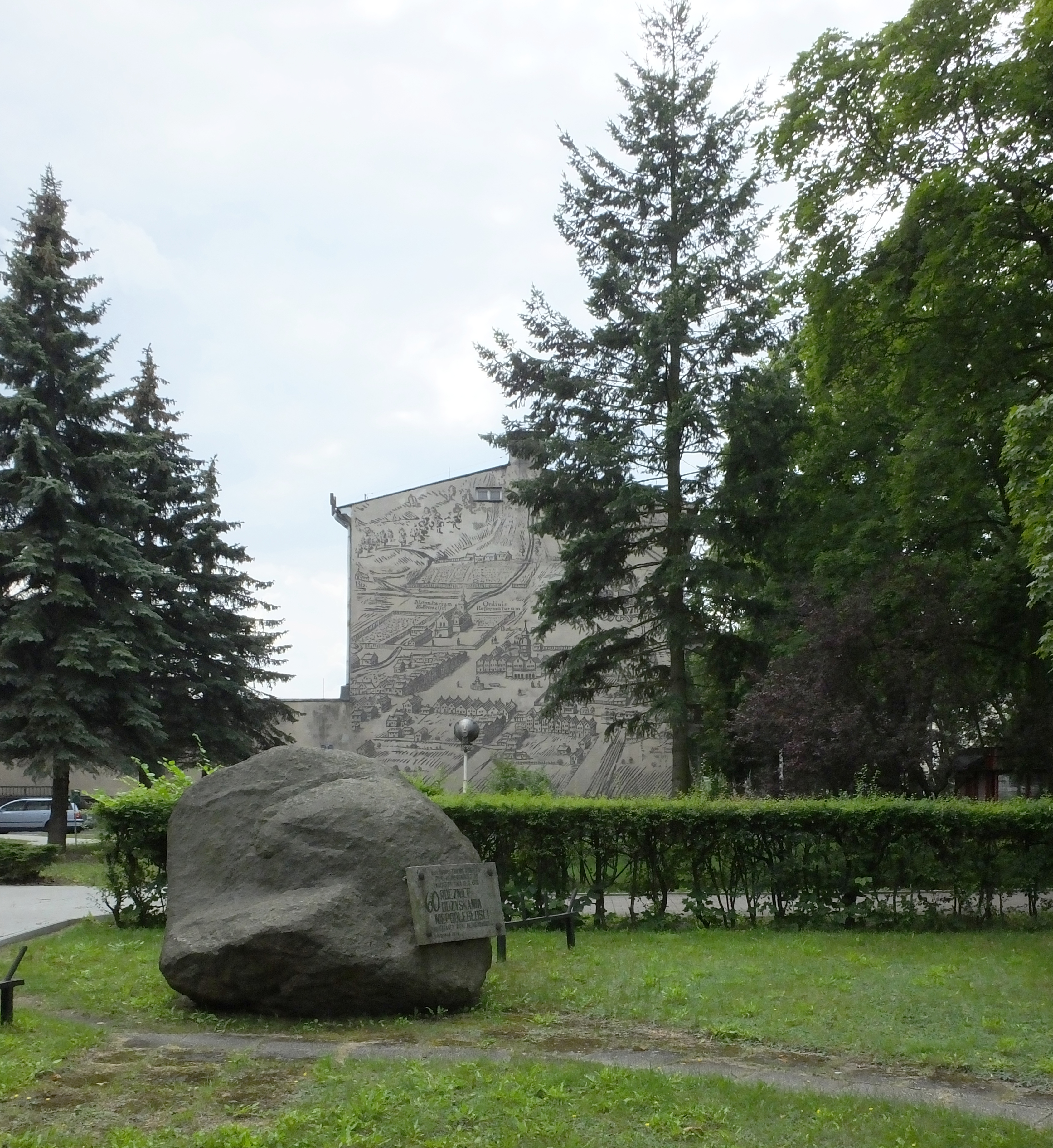
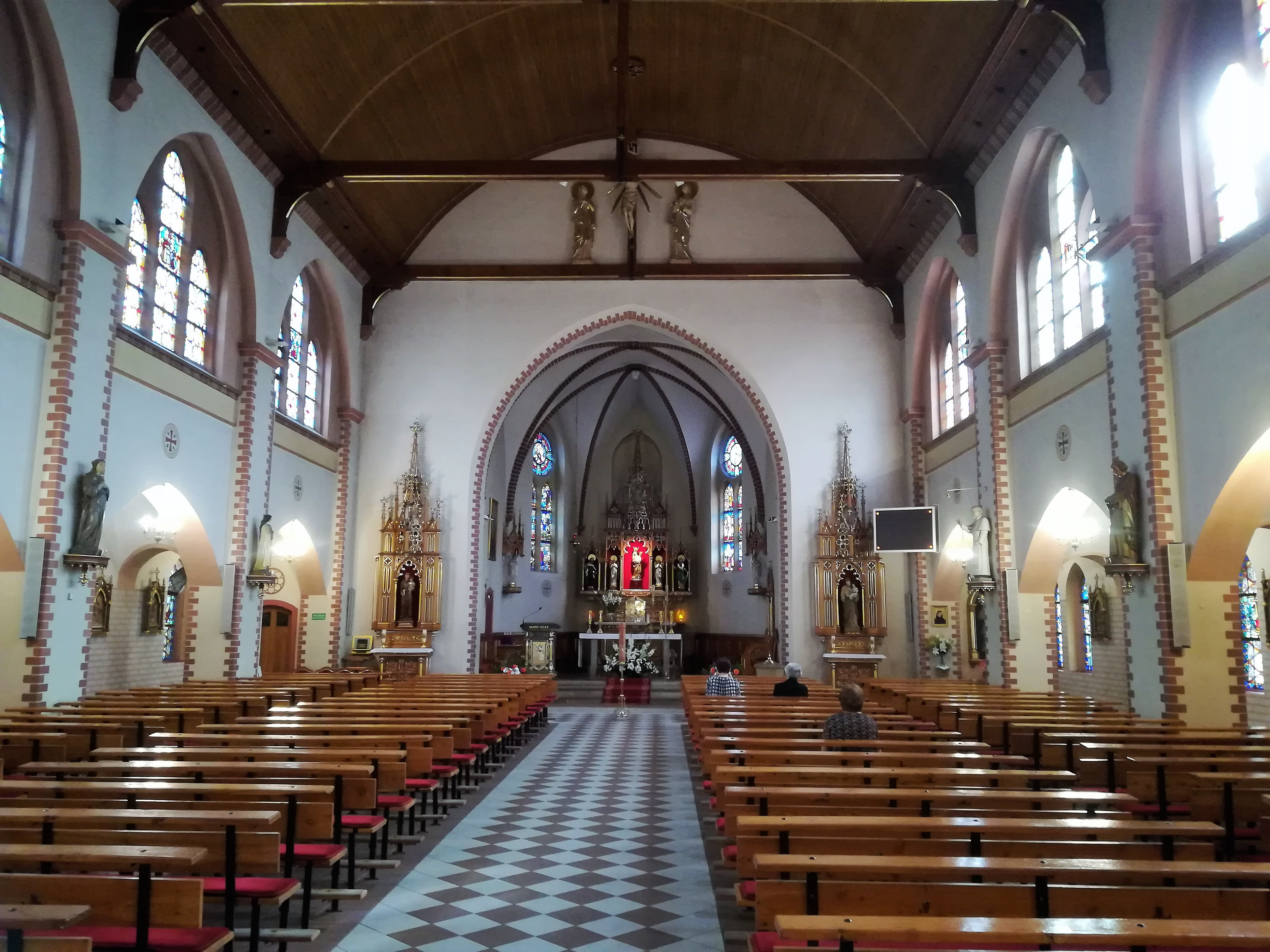